# 5418 Joyce
5418 Joyce eller 1981 QG1 är en asteroid i huvudbältet som upptäcktes den 29 augusti 1981 av den tjeckiske astronomen Antonín Mrkos vid Kleť-observatoriet i Tjeckien. Den är uppkallad efter den irländske författaren James Joyce.
Asteroiden har en diameter på ungefär 14 kilometer.